# Siegfried Steudte
Siegfried Steudte (* 16. Februar 1927 in Hohndorf, Amtshauptmannschaft Glauchau) ist ein deutscher Bergmann und früherer Parlamentsabgeordneter, der der Fraktion der Freien Deutschen Jugend (FDJ) in der Volkskammer der DDR angehörte.

## Leben
Er war der Sohn eines Arbeiters. Nach dem Besuch der Oberschule nahm er eine Lehre zum Betonbauer auf und wurde ab 1941 in diesem Beruf in Chemnitz tätig. Nach seinem Kriegsdienst und der nachfolgenden Kriegsgefangenschaft verpflichtete sich Steudte bei der SDAG Wismut im Uranbergbau. Er begann als Hauer,  war später Fördermann und zuletzt Steiger in einem der Objekte der SDAG-Wismut in Antonshöhe im Erzgebirge. Ab 1957 war er als Revierleiterhelfer tätig.

## Politik
Steudte trat 1949 in die FDJ ein und war zeitweise Mitglied der FDJ-Kreisleitung Wismut Johanngeorgenstadt und der FDJ-Gebietsleitung Wismut. 1952 wurde er Mitglied der SED.
Für die FDJ kandidierte er 1954 erstmals zu den zweiten Volkskammerwahlen und vertrat die FDJ bis 1963 als Abgeordneter in der Volkskammer.

## Auszeichnungen
- vierfacher Aktivist der sozialistischen Arbeit
- 1952: Meisterhäuer